# ラインハルツハーゲン
ラインハルツハーゲン (ドイツ語: Reinhardshagen) は、ドイツ連邦共和国ヘッセン州北部のカッセル郡に属す町村（以下、本項では便宜上「町」と記述する）である。この町は、ヴェーザーベルクラント南部のヴェーザー川沿いに位置しており、木組み建築の街ハン・ミュンデンから北に約 10 km にあたる。
この町は1971年に地域再編に伴って、9世紀から12世紀にまで歴史を遡るヴァーケとフェッカーハーゲンの2つの村が合併して成立した。町の名前は、その西側に広がるラインハルトの森に由来する。ヴェーザー川の堤防沿いにヘッセン＝カッセル方伯カールのバロック様式の狩りの城がある。この町のかつての製鉄所ではドニ・パパンやロベルト・ヴィルヘルム・ブンゼンが働いていた。

## 地理

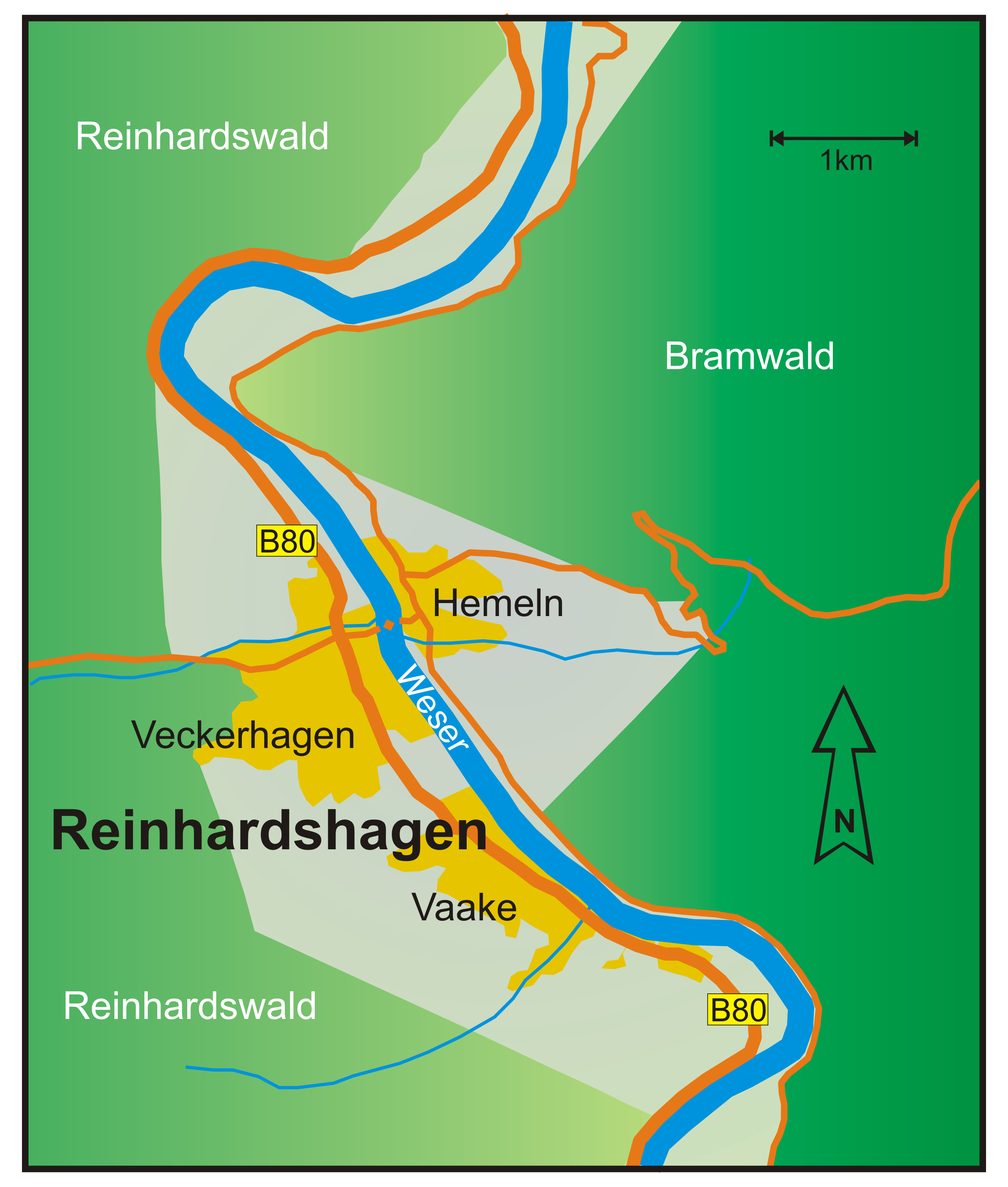
ラインハルツハーゲン付近の模式地図

### 位置
川の決壊と谷の拡張との絶え間ない交替がヴェーザー川上流域の風景を造りだした。フルダ川とヴェラ川との合流点から 9 km 下流の、谷が幅を拡げた箇所の左岸側にラインハルツハーゲンがあり、右岸側にはハン・ミュンデン市に属すヘーメルン集落がある。ここではヴェーザー川はニーダーザクセン州とヘッセン州との州境をなしている。
この町は総面積 1,298 haで、ニーダーザクセン州との境界であるヴァーザー川中程（海抜 159 m）からラインハルトの森のガーレンベルク（海抜 472.1 m）やシュタウフェンベルク（海抜 472.2 m）までを含んでいる。町域は、フェッカーハーゲン地区の北の集落境からさらに 3 km 下流の旧ユースホステルまで延びている。上流側はヴァーケ地区の南の集落境までである。ヴェーザー川の河岸に接する歴史的な中心地区の他にラインハルトの森の斜面には森との境界にまで住宅がある。
ヴァーケでアーレ川が、ヴェッカーハーゲンでヘーメルバッハ川がヴェーザー川に注ぐ。どちらの川もわずかに数 km 離れただけのラインハルトの森で湧出する川である。

### 地質学
ヴェーザー川は、ハン・ミュンデンとバート・カールスハーフェンとの間はブラムヴァルト、ラインハルトの森、ゾリングといったブンテル砂岩の丘陵の隙間を流れて行く。その成立史は約2億5千万年前の中生代初期（三畳紀）にまで遡る。広い範囲の水系が南からもろい砂をこのあたりにまで運んできて、沈殿させた。何百万年もの時間を経るにつれ層が重なり、 1000 m 以上の厚さとなった。この厚い層の下で粗い砂は砂岩へと固まっていった。その後、この新しい堆積岩の地盤は再び平らに均されていった。ヴェーザー川は100万年前から現在まで、平均で1000年に 20 cm の割合でブラムヴァルトとラインハルトの森との間を削っていった。これによって黄土やロームで覆われた盆地状の平地が形成された。その上に位置するのがヴァーケ、フェッカーハーゲン、ヘーメルンである。ラインハルトの森へ登る斜面は、薄い腐葉土層の下にブンテル砂岩を多く含んだロームの土壌を呈している。

### 隣接する市町村
ラインハルツハーゲンは、カッセル郡に属し、しかしどの市町村にも属さないグーツベツィルク・ラインハルツヴァルトとニーダーザクセン州のハン・ミュンデン（ゲッティンゲン郡）との間に位置している。

### 自治体の構成
ラインハルツハーゲンはかつて独立した町村であったフェッカーハーゲンとヴァーケからなり、さらにヴァーケは中心地区とヴァーケ南地区からなる。これらの外にも小さな住宅地や産業地域がある。1980年代にフェッカーハーゲンとヴァーケとの間に新しい住宅地が造成された。ここにはヴェーザーラールハレ（ホール）、ミッテルプンクトシューレ（学校）やスポーツ施設もある。

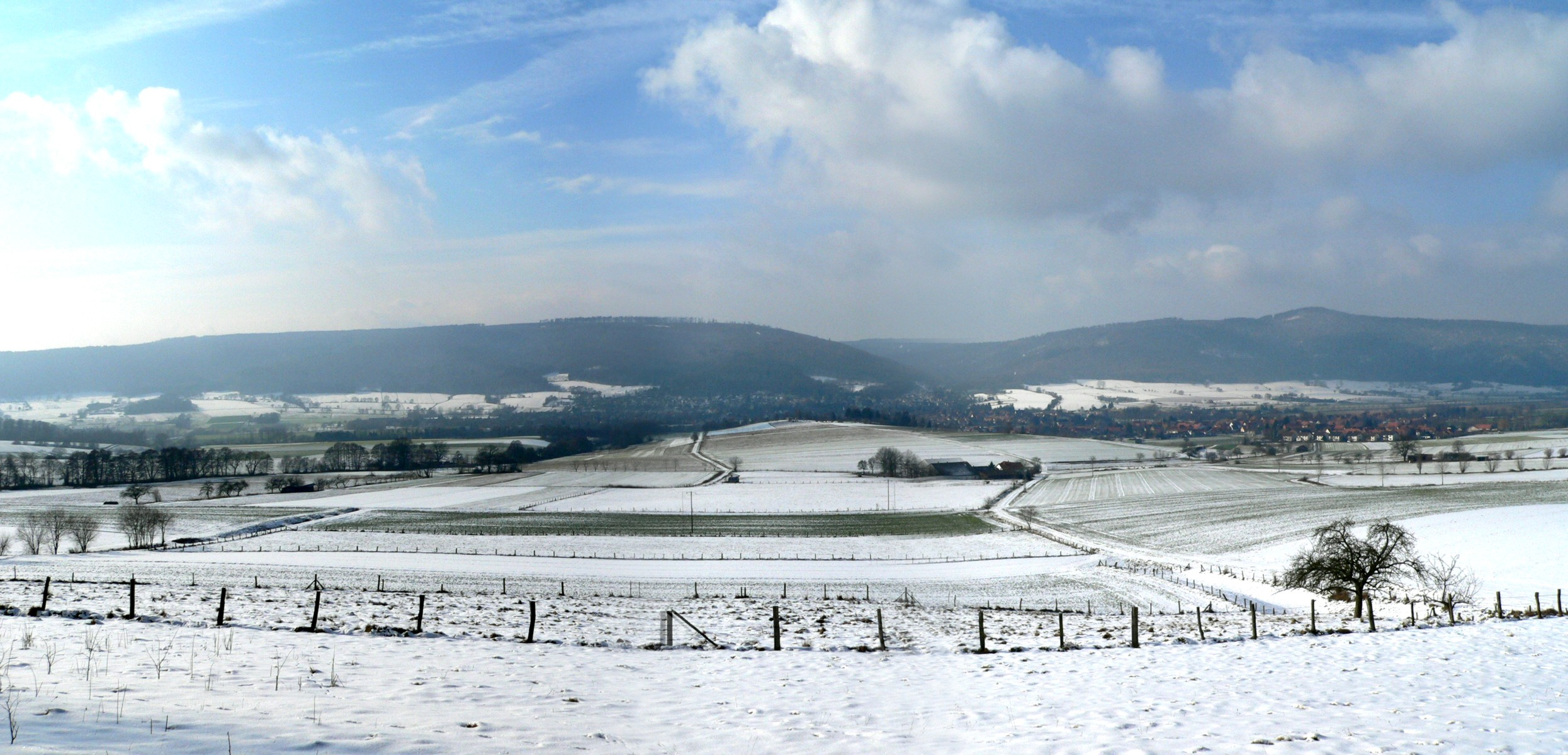
冬のフェッカーハーゲン

### 気候
この町は、ラインハルトの森によって湿った西風から護られている。これは、穏やかで乾燥した夏と秋をもたらしたが、冬にはヴェーザー川の谷を北に向かって吹く冷たい風を遮ることができない。雪はラインハルトの森の斜面に位置する地域にだけ大量に降る。一方、ヴェーザー川沿いの平地ではそれほどでもない。1971年から2000年までの日中平均気温は、夏期には約 17.0 ℃、冬期には約 2.0 ℃であった。また、同じ年代の平均降水量は年間約 750 mm であった。
ヴェーザー川上流域の空気はことのほか清浄である。平均粒子濃度は、最も低い地域では空気 1 m3 あたり 0 - 10 mgである。ヴァーケ地区は1965年12月12日にはすでに Luftkurort（空気清浄地）として州の認可を受けた。フェッカーハーゲンは1969年12月18日に「Hessischer Familienferienort」（ヘッセン州のファミリー休暇村）と称した。少なくとも1978年までは有効であったこれらの称号は、その後の社会資本の整備の遅れによって顧みられなくなり、現在では用いられていない。

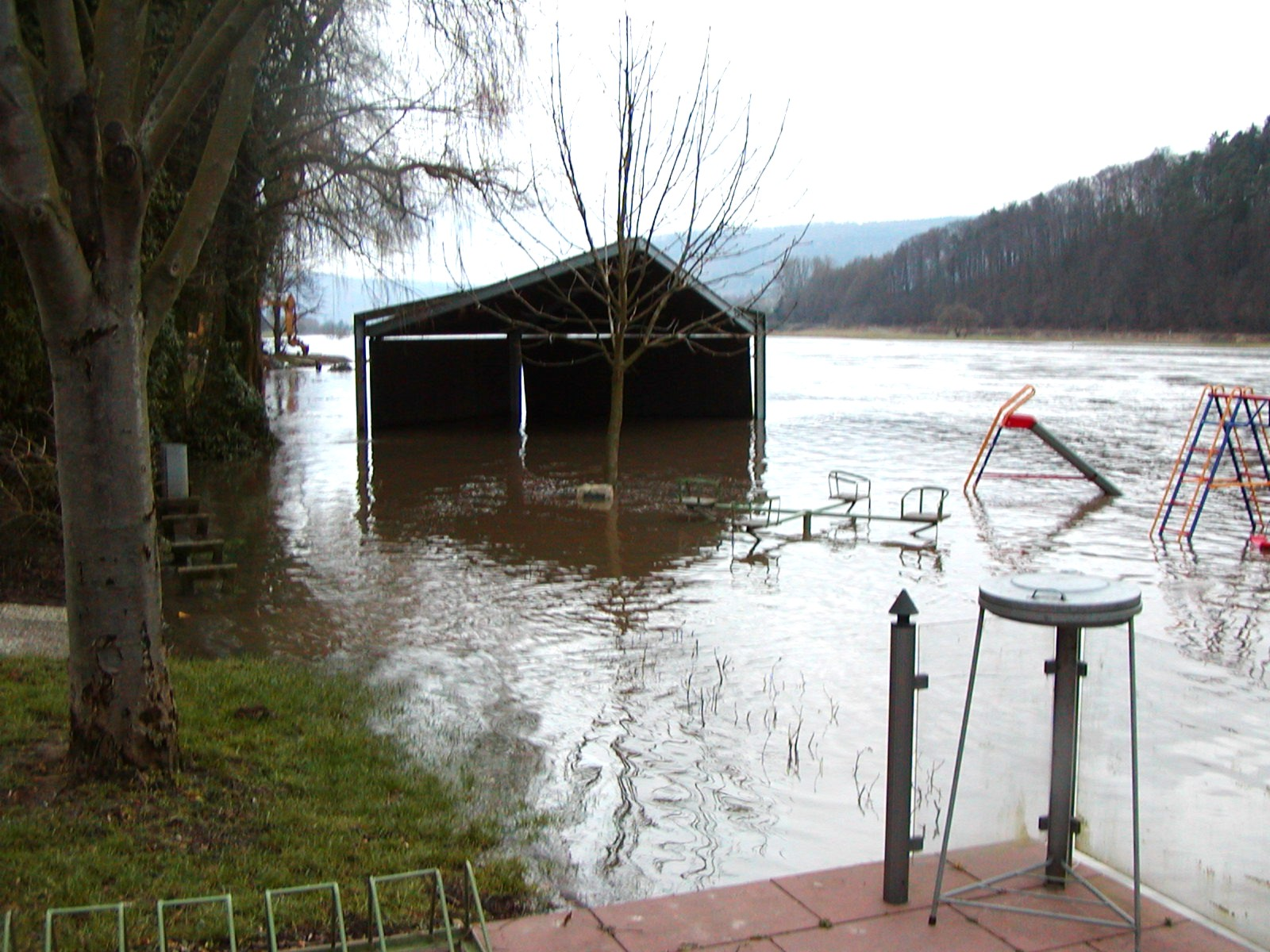
2003年洪水時のヴァーケの様子。水位は 5.81 m であった。

### 洪水
ヴェーザー川の標準的な水位は、ラインハルツハーゲンでは季節によって 35 - 110 cm である。源流のフルダ川やヴェラ川の他、レーン山地やテューリンゲンの森からの雪解け水や雨水によって水位は春になると定期的に大きく上昇する。これによってヴァーケやフェッカーハーゲンの川縁の道路が冠水する洪水が引き起こされる。自動車の通行は、水位計が 2.7 m になると通行止めになる。
1909年2月6日、ヴェーザー川の水位はフェッカーハーゲンで 7 m 近くになり、古くからの中心地区が水に浸かった。ビール醸造所や教会はボートでしか行くことができなかった。洪水は何日も続き、甚大な被害の原因となった。
次の1929年1月1日の洪水では、ヴァーケとフェッカーハーゲンで水位は 6.50 m に達した。
1943年5月16日から17日にかけての夜、エーダー湖のダムがイギリス軍の空爆によって破壊された。このダムによって堰き止められていた幅 70 m、深さ 22 m の湖から1億6000万 m3の水が奔出した。高さ 6 - 8 m の津波がエーダー川下流域を通り、フルダ川を経由して、最終的にヴェーザー川に到達した。この波は 5月19日に下流のヴァーケやフェッカーハーゲンに到達した。この間近に迫った事件を知らされていた住民たちは全財産を失うことを免れた。ただし、耕作地の被害は甚大であった。
1946年2月、1981年3月12日、1993年12月23日、1995年1月24日と31日、2003年1月に、それぞれ水位計は明らかに 5.50 m を超えたが、1909年の記録を更新するには至らなかった。

### 動植物
町域の約 5 % が自然保護地域に指定されているが、それは主にヘーメルバッハの渓谷と周辺のオークの森である。集落の周辺は主に、ラインハルトの森のオーク、ブナ、トウヒの森で形成されており、一般的な草原の植物以外に特別なものはないが、動物に関しては普通ではない。ここには両生類が多く棲息している。1997年の研究では5,000匹以上の移動性のヨーロッパヒキガエル、イモリ、カエルが確認された。ファイアサラマンダーはこの地域では珍しくない。
1925年にフェッカーハーゲンから近いラインハルトの森の第1840/42地区でヨーロッパオオライチョウの産卵地が見つかった。コキジバト、モリフクロウ、ワシミミズク、セアカモズが町域内で観察され、アオサギやシュバシコウなどと同様に数年前からは再び巣を作るようになった。近年ではカラスの大群が農業被害をもたらしている。
カッセル周辺地域のアライグマ生息数の拡大は、ラインハルツハーゲンにも波及し、住民にも迷惑がかかっている。

## 歴史
ヴァーケやフェッカーハーゲンが位置している谷間の盆地は、早くから森が拓かれ、ヒトが定住していた。ヴァーケの石斧やヘーメルンの石剣といった石器時代の出土品がこれを証明している。しかし、キリスト教化以前の文献史料は遺されていない。
12世紀には、ヴァーケやフェッカーハーゲン周辺の谷間の盆地にはこの他に8つの小集落があったと記録されているが、それらは三十年戦争の前に廃村となったり、国境の村は解体されたりした。これらの集落名は、現在、小地区名として残っている。フェッカーハーゲンの北にあるハルトメルデンやハーボルディッセン、フェッカーハーゲンとヴァーケの間にあるカルテンホーフ、ヴァーケの南にあるホーローデ、ホッテンハウゼン、レーネベック、ニーダーハーゲン、アルトミュンデンである。

### 最初の記録

#### ヴァーケ

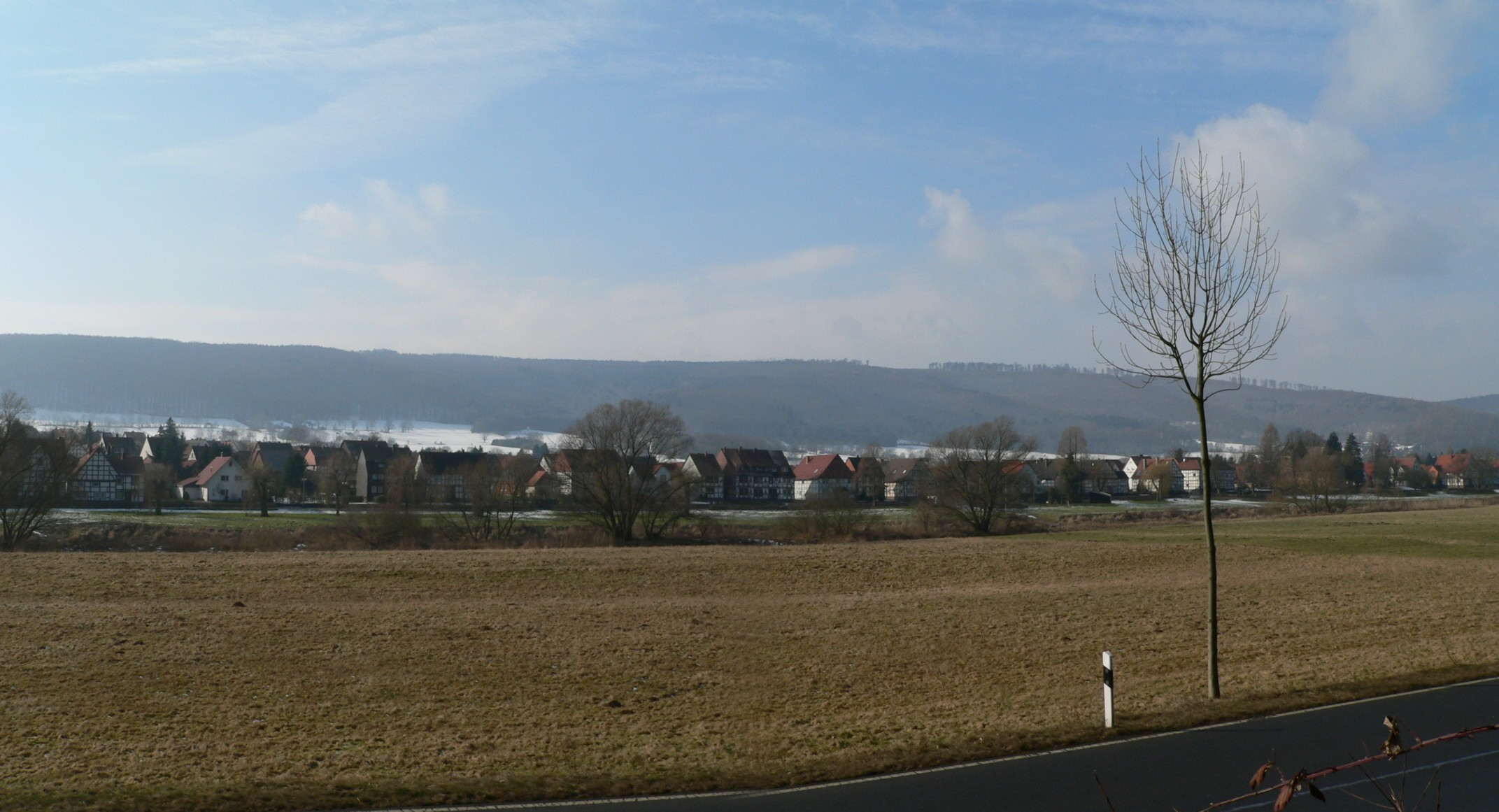
ヴァーケ地区

816年にヘクスター近郊に創設されたコルヴァイ修道院はベネディクト会修道士の活発な布教活動によりヴェーザー川上流域にかなり広い土地を所有していた。修道院に対してなされた自由地の贈与に関するコルヴァイ修道士による記録集であるコルヴァイヤー・トラディションには、Faca あるいは Fata という村が、822年から891年までの記録に現れている。ヴァーケの最初の記録は、1970年まではアンナ・シュレーダー＝ペーターゼンヘルムート・イェーガーの論文により「978年以前」とされていたが、ヴィンツェンハウゼンの歴史家カール・アウグスト・エックハルトは Studia Corbeiensia の中で、ヴァーケの最初の記録は866年であると主張している。
ヴァーケからほど近いヒルヴァルツハウゼン帝国修道院の創設に伴って、この女子修道院は960年から寄進や開拓によってヴェーザー川上流域に広大な土地を所有することとなった。1003年にはヴァーケにも修道院の土地があったことが文献に記録されている。しかし、ラテン語で書かれたこれらの紙片には、長い時代にわたる互いに無関係なできごとが書き記されており、一見短い期間でのできごとであるように濃縮されている。ここから歴史家カール A. クレーシェルとハンス＝ヴァルター・クルムヴィーデは、最初に記録された寄進は965年であると推測している。
州立マールブルク文書館は1978年に、コルバイ・トラディションを活用して、ヴァーケはもっと以前から言及されていると結論づけた。ヴァーケの最初の言及は、コルヴァイ・トラディションには詳細な日付はないものの、エックハルトによる精密な調査の結果、その年代は866年と算出されたのである。

#### フェッカーハーゲン

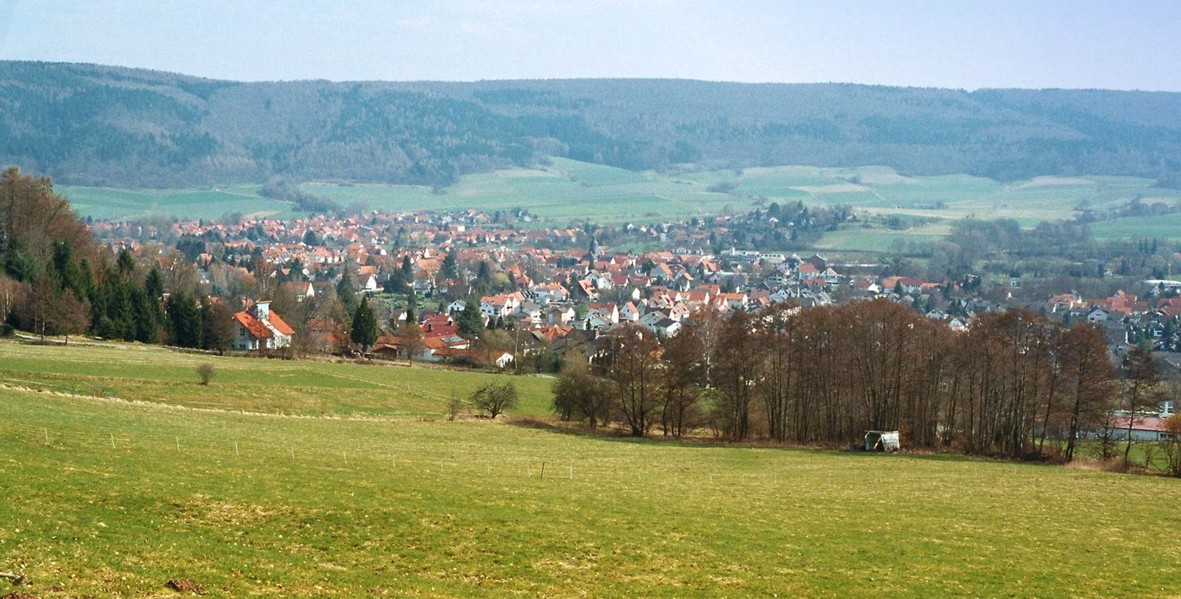
フェッカーハーゲン地区

フェッカーハーゲンという集落名は、この集落の創設が13世紀末の開拓期であることを示している。当時創設された大部分の集落の語尾に Hagen が付いていた。この集落の名は、1297年のヴィッツェンハウゼン商人ギルトのラテン語による寄附行為書に初めて記述されている。この中にHenricus de Fekkershagen という織物商人の名前があり、1575年のこの文書の写本では Heinrich vom Feckernhagen（ハインリヒ・フォン・フェッケルンハーゲン）と翻訳されている。織物商人の名前であることから、von 以下が貴族の家名ではなく、地名であることは明らかである。
ハインリヒの住んでいた村、フェッケルンハーゲンはそれより何年か前からあったことは確かであろうから、集落の建設は1270年 - 1280年のシェーネベルクの開拓期に由来するとされている。シェーネベルク家は、マインツのホーフガイスマー駐留部隊との戦いでこの村の所有権と影響力を喪失し、1272年からラインハルトの森周辺の開拓により所有地と代官権を再び獲得した。この頃の8つの入植地が設けられ、その中には現在のフェッカーハーゲンに近いホーローデやハーボルディッセンといった現在では存在しない集落がある。1278年にコンラート・フォン・シェーネベルクが開拓地ホーローデをヒルヴァルツハウゼン修道院に寄進した。このことは文献で裏付けられている。フェッカーハーゲンがいつ成立したかも明確ではないが、おおむねこの時代に成立したのであろうと推定されている。

### 13世紀から16世紀
文献に記録されたはヴァーケやフェッカーハーゲンの領主の名前は、所有関係の変遷と両村落の成立に関する情報を提供している。ヴァーケの領主として、1247年にルドルフ・フォン・ウッケン、1272年にルドルフ・フォン・ダッセル、1273年にマインツ大司教ヴェルナー、1288年にエーファーシュタイン伯オットー6世、1290年にマインツとブラウンシュヴァイクの共同所有と記録されている1304年から現代までヒルヴァルツハウゼン修道院がその大地主である。1343年には、騎士のハインリヒ・フォン・シュトックハウゼン、フェッカー兄弟やヘッセン方伯ルートヴィヒも土地を有していた。1348年から1406年までアルブレヒト・フェーカーとライナー・フェーカー、ラインハルト・フェッカー、グーデンブルク伯、ランベルト・フォン・シュトックハウゼン、ラムプレヒト・フォン・シュトックハウゼン、ヘルムブラート・フォン・シュトックハウゼン、ヘッセン方伯ヘルマン2世、ハインリヒ・フォン・ハルデンベルク、ディートリヒ・フォン・ハルデンベルクが所領台帳に登場する。
1445年、騎士のゲオルク・フォン・シュピーゲルとヨハン・フォン・ヴィンツィンゲローデが率いるパーダーボルンのクルーケンブルク駐留部隊はブラウンシュヴァイクとヘッセンとの共同統治地区であったヴァーケを焼き払った。
1538年にブラウンシュヴァイク公エーリヒ1世とヘッセン方伯フィリップ1世は、ヴァーケとヘーメルンの土地を交換した。これによりヴァーケは完全にヘッセン領、ヘーメルンは完全にブラウンシュヴァイク領になった。
フェッカーハーゲンは元々農場、あるいは牧場、あるいは林苑であった。ヴァーケを本拠とする下級貴族出身の自由農民フェッカー家（Vecker、またはフェーカー家 Feker）がレーエン領主のシェーネンベルク家の下でオークの林を開拓した。この農場は1342年に当時の所有者シュトックハウゼン騎士家からヘッセン方伯ルートヴィヒに譲渡された。その広さから、この記述が村を表現していることは明らかである。フェッカー騎士家は、1400年以後まで引き続きレーエンとしてこの村を治めた。
フェッカーハーゲンの歴史的発展にとって重要なのは1430年から1431年に、ヘッセン方伯ルートヴィヒによってヴェーザー川の河岸に直接面して、堀で囲まれた城が築かれたことである。この城は防衛力となり、村の発展を促した。ニーダーザクセン＝ヘッセンの古い貴族であるシュトックハウゼン家は、フェッカーハーゲン城と呼ばれるこの城のヘッセン方伯の城代として再興した。1431年から1500年まで父親のハンス・フォン・シュトックハウゼンと息子のハンスおよびハインリヒが、最終的にはハンスが単独で城の管理を行った。マインツ司教とパーダーボルン司教とのフェーデの完結に伴って、1462年にアムト・フェッカーハーゲン本来の軍事上の目的が達成された。ただし、それが沈静化したのは1550年頃になってからである。城の改修には注意が払われず、この城は比較的短期間で荒廃していった。
フォン・シュトックハウゼン家一門はアムトの廃止後もフェッカーハーゲンに土地を有していた。これは1551年のギーゼルヴェルダーの土地台帳や1570年と1587年のザーバブルクの土地台帳に記述されている。1750年にもまだフェッカーハーゲンに広さ14アッカーのシュトックハウゼン家の荘園があった。

### 17世紀から19世紀

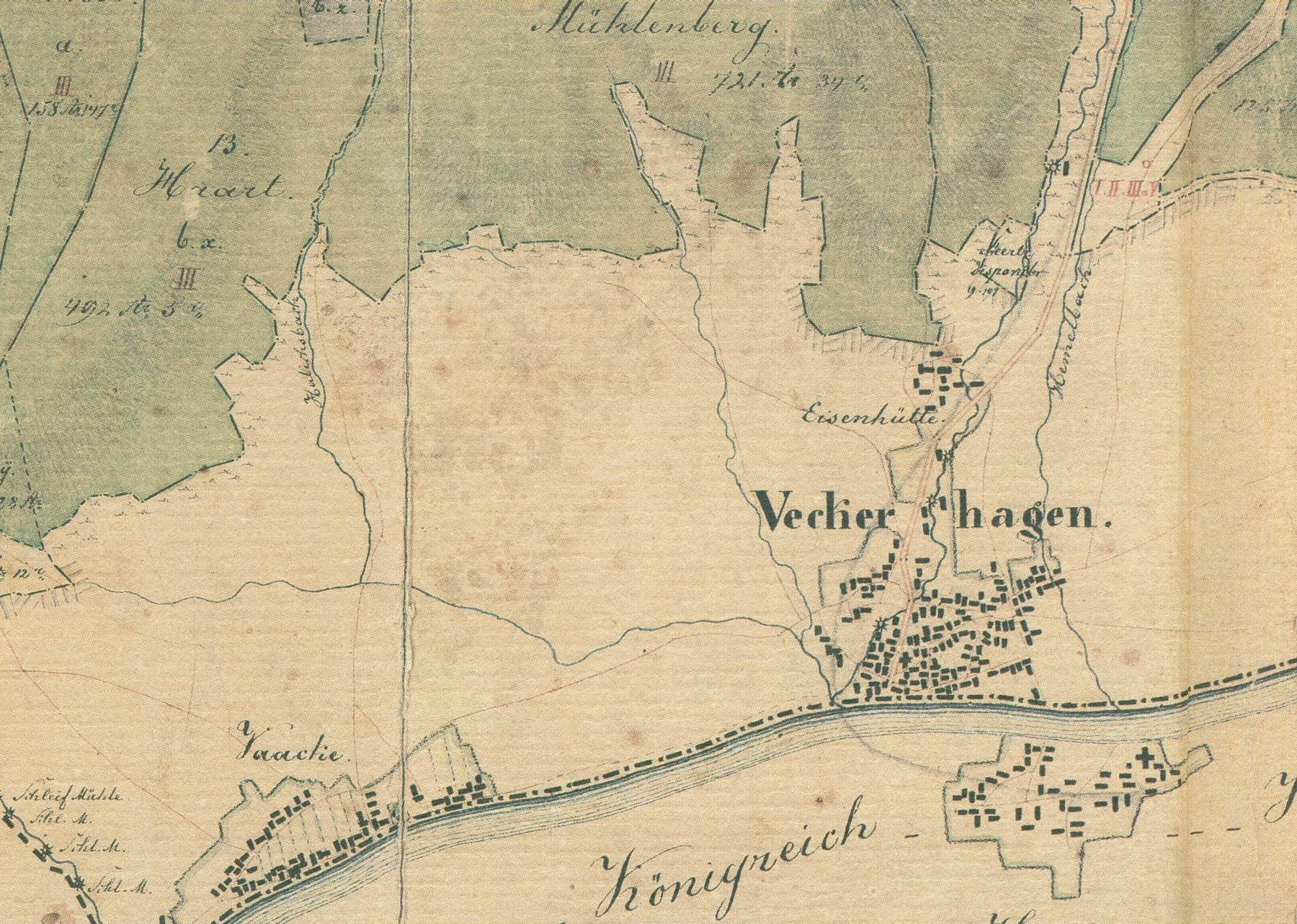
フェッカーハーゲンとヴァーケの1841年の地図

三十年戦争（1618年から1648年）は、ヴァーケも無傷で通り過ぎてはくれなかった。教会の長堂は何度も毀損され、そのために何度も修復工事を行わなければならなかった。現在の角材の平天井は1659年に造られたものである。
1666年、フェッカーハーゲン西のラインハルトの森の端に製鉄所が建設された。
17世紀末、カール・フォン・ヘッセン＝カッセルは古い城に隣接してバロック様式の城館を建設した。この城館とその御料地には、ベルンホルト帝国伯クリスティアーネが亡くなる1770年まで住んで、管理していた。その後、この財産はヘッセン＝カッセル方伯フリードリヒ2世に返還された。
ナポレオンによるヴェストファーレン王国時代（1807年 - 1813年）には、フェッカーハーゲンにヴェッカーハーゲン・カントンの行政機関が置かれた。
1810年にカッセルの染料工場主ハービヒは狩りの城を手に入れ、古い城砦の跡地に製造施設を建設した。ハービヒは染料に用いる褐炭の採掘を、1842年にガーレンベルクで開始した。
1830年から1870年までの間に、住民の多くがヴァーケやフェッカーハーゲンを離れ、北アメリカ、チリ、ジャマイカへ移住した。最初はほとんどが独身者であったが、1845年の食糧危機以降は家族での移住が多くなった。
1848年にカッセルからフェッカーハーゲンへの定期的な郵便馬車が開通したが、1899年に再び廃止された。1927年から、初めは乗り合いバス、後には郵便バスがこの区間を結んだ。

### 20世紀

#### 1933年まで
一部が染料工場に利用されていた旧城砦は1914年に火災に遭い、再建されなかった。第一次世界大戦の初めにフェッカーハーゲンとヴァーケの住民も帝国軍に徴兵され、その大部分が戦場から帰還しなかった。ヴァーケ住民の36人、フェッカーハーゲンの66人が戦没した。1919年から1933年までのヴァイマル共和政時代には特筆するクライマックスのないまま経過した。

#### 1933年から1945年まで
国家社会主義の思想はヴェーザー川上流域ではゆっくりと浸透して行き、フェッカーハーゲンには1936年になって到来した。当時の村長ハインリヒ・ベッカーは地方支部長としてNSDAPに入党し、これにより指示権限を持つ幹部が党から派遣されることを回避した。1939年から製鉄所は軍需工場に指定された。両村落の男性住民の大部分は徴兵され、帰ってこなかった。
第二次世界大戦では、1940年夏の西部侵攻と、その結果のベルギー、オランダ、北フランスのドイツ軍による占領後、ヴァーケの「市民労働者」（強制労働者）収容所に主にフラマン人とワロン人の629人の外国人が収容され、一部はシェーネベックのユンカース分工場のための研修生として、初めはゲッティンゲンの精密機械工場で訓練を受けた。その後、ヴァーケの「市民労働者」は製鉄所や林業、農業にも就労した。
ヴァーケとは対照的に、フェッカーハーゲンは第二次世界大戦の終わりに戦闘の巻き添えとなった。1945年4月5日の晩、ホーフガイスマー方面から近づいてくる戦線の砲火が知覚された。工兵はヘーメルバッハ川上流域のオークの並木道に対戦車バリケードを設けた。その夜、敗走するドイツ国防軍の兵士がラインハルトの森を通ってフェッカーハーゲンに現れた。このうち36人が住民に匿われた。残りは、目撃証言から、ヴェーザー川を泳いで渡り、ヘーメルン方面へ逃走したと推測されている。匿われた兵士たちは若い住民たちの助けで、4月6日の早朝に貨物船でヴェーザー川を渡された。その後の逃走の顛末は不明である。逃亡を幇助した若者たちに対して、国民突撃隊の軍指導者やヒトラーユーゲントの指導者は死刑を要求したが、村長（かつナチス地方支部長）のハインリヒ・ベッカーの弁護のおかげで逮捕されるに留まった。
ほんの数時間後にヴァーケやフェッカーハーゲンの森周辺にアメリカ軍の偵察隊が現れた。砲兵隊がラインハルトの森のすぐ傍に陣を構え、短期間ながらフェッカーハーゲンを砲撃した。民間人から2名の死者と1人の重傷者がでた。村長ベッカーに率いられた白旗を持った代表団がアメリカ軍を出迎え、戦闘行為なくこの村を明け渡した。これにより戦車、自走砲、歩兵はヴェーザー川まで前進した。ヘーメルンに配備されていたドイツ国防軍の大砲はフェッカーハーゲンを砲撃し、家や城に命中した。この大砲は短い砲撃戦の後、破壊された。アメリカ軍歩兵部隊はその晩遅くにフェリーでヘーメルン川に渡り、この村を確保した。
1945年4月7日にアメリカ軍第104歩兵師団は、フェッカーハーゲン/ヘーメルン付近に迅速に造られた浮き橋を通ってヴェーザー川を渡った。二日二晩にわたって堰き止められていた戦車をはじめとする軍用車両がフェッカーハーゲンを通ってヘーメルンに終結し、ゲッティンゲン方面に侵攻し、1945年4月8日の日中にこの街を占領した。第二次世界大戦の唯一の遺物が、集落西側の森の端に遺る堡塁である。ヴァーケにもフェッカーハーゲンにも第二次世界大戦の戦没者や行方不明者を記念する記念碑が建立されている。ヴァーケでは98人、フェッカーハーゲンでは154人が追悼されている。

#### 1945年以後
終戦直後、1,000人以上の追放された人々が流入し、両村は宿泊地を見つけねばならなかった。初めの仮住まいの後、活発な建築活動が始まった。町が企画し、3つの建設業者と国民銀行や貯蓄銀行といった金融業者がこれを実現した。人々は、観光や経済発展に関して既存の質的特徴を、徐々にうまく考え出していった。その発展については後述する。
堂々とした古城趾は1967年に火災の犠牲となった。遺った基礎壁は、染料会社の工場や倉庫を拡張する際に利用された。

## 行政
1936年までの共和制の後、NSDAPに所属するフェッカーハーゲン村長ハインリヒ・ベッカーは1945年4月9日にSPD事務長のベルンハルト・ヴィルヘルムに村長職を交替した。ヴァーケでは1948年にリヒャルト・ペルツ (SPD) がこの職に就いた。ともにSPDのオットー・ティアス（フェッカーハーゲン）とエルヴィン・シュック（ヴァーケ）が、1970年12月31日の合併までそれぞれの首長の職にあった。かつての村長ベッカーとペルツの子孫は町議会で活動していた。ヴァーケの村長エルヴィン・シュックは1971年に新しい自治体ラインハルツハーゲンの町長に就任した。
町議会は、1971年1月12日の第1回町会議員選挙後、SPD 9議席、CDU 3議席、UWG 3議席で発足した。エルヴィン・シュックの後任には、1984年に町議会議長のロタール・メルクヴィルトが町長職に就いた。彼は1996年のヘッセンで初めての直接選挙による町長選挙でも当選し、さらに2002年にも投票で再選されている。2008年にはメルクヴィルトは立候補せず、フレート・デットマーが後継者に当選した。

### 町議会
ラインハルツハーゲンの町議会は、23議席で構成されている。
この町の行政は、2つの地区の行政庁舎を使っているが、自治体の首脳部はフェッカーハーゲンの庁舎に置かれている。町議会はヴェーザーハレで開催されている。

### 人口推移
1750年頃フェッカーハーゲンとヴァーケには合わせて 1,228人が住んでいたが、1850年頃にはすでに 2,300人を超え、1950年には約 3,500人に達した。2005年までに人口は 5,200人を超えている。2010年半ばの時点でラインハルツハーゲンには、4,798人が住んでいた。

### 紋章
ラインハルツハーゲンの紋章は町の公式の旗とともに1978年6月14日に認可された。紋章と旗のデザインはクラウス・ギュンターのデザインに基づいている。紋章の基本色は白と緑である。紋章には、ラインハルトの森で見られるような典型的な樹高の高い、樹齢何百年ものオークの老木が描かれている。オークには12枚の葉がある。このうち11枚は、この居住地域の原型となった古い集落を表現している。先端の1枚が新しい自治体を象徴しており、その両側のドングリがフェッカーハーゲンとヴァーケの2つの地区を示している。オークの木が白い地面に根を張っているが、これは海抜 472.2 m に達するラインハルトの森の冬らしい山を表現している。

## 文化と見所

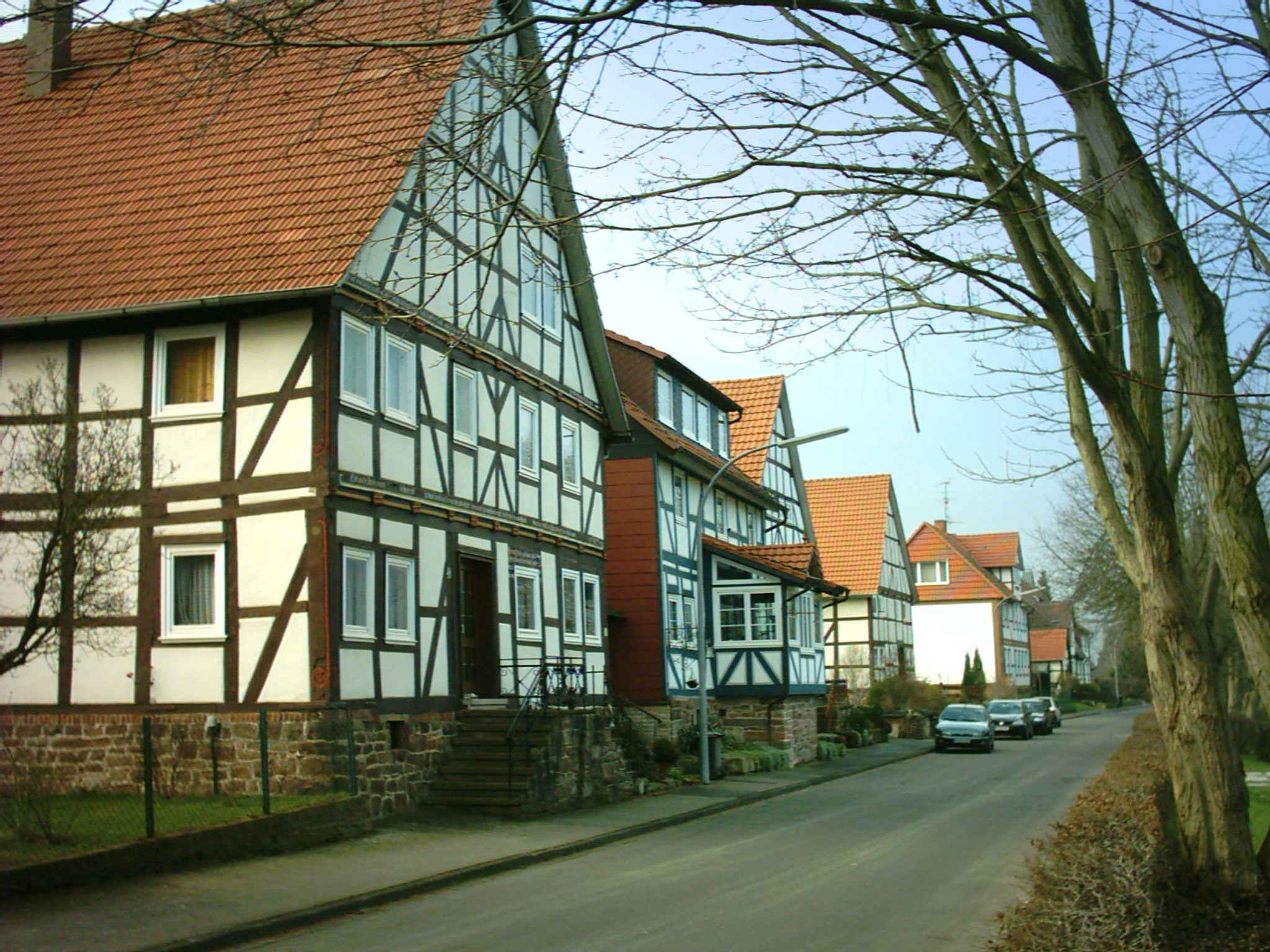
ヴェーザー川沿いのヴァーケの町並み

両地区には、様々な時代の（主には17世紀の）数多くの木組み建築がある。その多くは装飾豊かで、軒に格言が書かれている。かつての漁村のヴェーザー河畔では、一部に北ドイツの影響が見られる木組み建築（たとえば、抜きんでて大きなミッテルディーレ）が、幅 30 m の河畔の遊歩道を縁取っている。この建築の列の中に13世紀建造のプロテスタント教会もある。
フェッカーハーゲンでは教会の周りに木組み建築が集まっており、部分的に密集したアンサンブルを形成している。特に目立つのは、18世紀前半に建てられたアルブレヒト一家の古い三階建ての農家建築で、現在の「アムツシュトゥーベ」（官庁舎）である。

### ヴァーケの教会
ヴァーケのプロテスタント教会は、ヴェーザー河畔の老木群の下に建っている。この後期ロマネスク建築は13世紀半ばに建設された。この石造りの防衛教会は四角い小さな西塔を有している。これに同じ幅の長堂が接続し、これよりやや狭い四角い内陣室を有している。南側の、木材で枠組みされた2つの入口は、1678年に造られた。
長堂のヴォールトは三十年戦争で破壊された。天井の一部と2箇所の壁だけがオリジナルのまま遺されている。縦の梁と中央の支柱を持つ角材を剥き出しにした現在の平天井は1678年に造られた。1937年に露出された壁絵は、1400年頃の中部ライン様式で創作されている。これは壁に受難図を描いたものである。ヴォールトの下には最後の審判、聖母の戴冠、福音書記者の象徴、聖ペテロと聖ステファノの像が描かれている。北側の窓やクリアストリーの窓には聖人が描かれている。1643年に制作された内陣北側の窓は羊の群と羊飼いが描かれている。

### フェッカーハーゲンの教会
フェッカーハーゲンの教会は1778年から1780年にかけて、後期バロックから古典主義様式への移行期の様式で建設された。この建物は砂岩で装飾された十字型の木組み建築で、中央にボンネット型の屋根を戴いている。内部は三方に2階席を有する長堂ホールとして形成されている。2階席の石柱は同時に教会の屋根を支えている。階段は空間的に分離された十次の横木部分にある。オルガンは後期ロココ様式で造られており、1787年にヨハン・シュテファン・ヘーレンによって製作された。

### フェッカーハーゲン城
フェッカーハーゲン城はバロック様式の三翼式建築で、ヴェーザー川の堤防近くに位置している。この城は、1430年から1431年に建てられた「古い」城砦（1914年と1967年の火災でほとんど破壊された）の近くに、ヘッセン＝カッセル方伯カールの命令によって狩りの城として建設された。文献によって建築年に異同があり、1683年と1694年との間で議論となっている。建築家はおそらく Paul du Ry またはヨハン・コンラート・ギースラーである。
この城とこれに付属する御料地は18世紀に、カールの愛人であったベルンホルト伯バーバラ・クリスティーネのものとなった。1720年に彼女が亡くなった後、この財産はヘッセン＝カッセル方伯フリードリヒ2世に返却された。ヴェストファーレン王国時代の1810年にはジェローム・ボナパルト王から2000帝国ターラーでカッセル出身の企業家ファミリー、ハービヒ家の先祖に売却された。この城は隣接する染色工場も含めて、彼らの所有である。

### 製鉄所

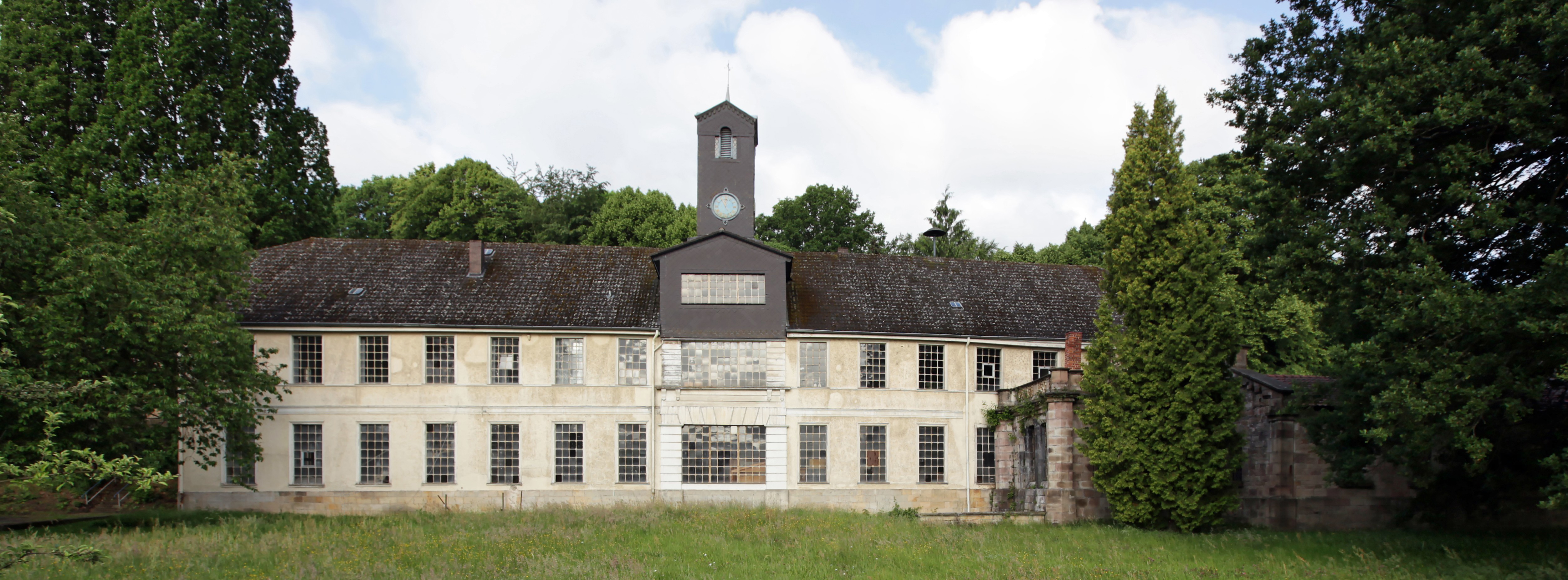
フェッカーハーゲン製鉄所

1666年にクニックハーゲンの製鉄所は閉鎖され、フェッカーハーゲンに移転してきた。機械工場、鋳物工場、ローゼンハウスおよびフェッカーハーゲン鉱山管理局からなる製鉄所の建物群は、ラインハルトの森の東斜面、カッセル通りの上端にある。方伯立フェッカーハーゲン製鉄所は、シュヴァルム川 - エーダー川 - フルダ川 - ヴェーザー川の水路を通って、主にハッダマーから鉄鉱石を運び入れ、1903年まで高付加価値の多彩な製品を生産した。この製鉄所からは1834年にすでに「鋳物カタログ」が出版された。ここでは主に暖炉のレリーフ板、芸術性の高い柵や、広く普及した「フェッカーヘーガー・オーヴン」の一部が鋳造され、ブレーメンを経由してスカンジナヴィアやアメリカ合衆国の顧客に供給された。ドニ・パパンは1706年頃にここで世界で初めての蒸気シリンダを鋳造した。1838年にはロベルト・ヴィルヘルム・ブンゼンは高炉ガスと高炉反応の化学的・物理学的性質を初めて調査した。
この施設は閉鎖後1955年までは空き家で、その後1991年まではヴェーザーケミカルが利用していた。この会社はここで広く普及した、ライオンの脚型が付いた植木鉢「フェッカーヘーガー・テプフェ」を生産していた。
現存する製鉄所施設はヘッセン州文化財保護法 §2 に基づいて保護されており、今後はエコムゼウム・ラインハルツヴァルトで重要な役割を担う。
- フェッカーハーゲンの木組み建築「アムツシュトゥーベ」
- ヴァーケの教会
- フェッカーハーゲンの教会
- フェッカーハーゲン城
- ラインハルツハーゲン製鉄所公園

### 公園施設
公園風の施設はヴァーケ（ヴェーザープロムナード）にもフェッカーハーゲン（小さな「クアパーク」）にもある。両地区のコンサートパビリオンでは、「ルフトクアオルト」（空気の清浄な保養地）の称号が廃止されるまでは夏期には毎週演奏が行われていたが、現在では散発的に行われるだけである。フェッカーハーゲンの森の近くにあるかつてのホテル・フェルゼンケラーにもう一つ音楽パビリオンがあるのだが、現在は荒廃するままになっている。フェッカーハーゲンの河畔のプロムナードには高さ 3 m の石碑「ブランバ」がある。これはヴェーザー川対岸のヘーメルンの高台にあったブランブルク城の伝説上の女城主の名前である。

### 年中行事
毎年8月の第1週末に開催される、ラインハルツハーゲン消防団の「ヴェーザーベロイヒツゥング」（直訳すると「ヴェーザー川を照らす」）は全国から集客力のある行事で、ヴェーザー川の畔でヴァーケとフェッカーハーゲンとが交替で開催している大規模な催しである。夕暮れとともに、ヴァーケから何百という灯籠がヴェーザー川に流され、光の絨毯のように両地区と何千人もの見物客を照らし出す。この催しの最後には、対岸のヘーメルンの河岸で打ち上げ花火が行われる。
毎年8月の第3週末にはヴァーケで「ウンター・ドレーシュシュッペン」が開催される。この住民祭は金曜日から月曜日頃まで続く。
フェッカーハーゲンでは第2アドヴェントの週末に「ヴァイフナハツシュティンムング」と呼ばれるクリスマスマーケットが開催される。またヴェーザーハレでは、地元企業がその事業活動を紹介する産業ショーが、営業組合によって2年に1度開催されている。
模型工作クラブ・リリエンタールは毎年夏にフェカーハーゲンの北にある模型飛行場で「模型飛行機の日」を開催している。

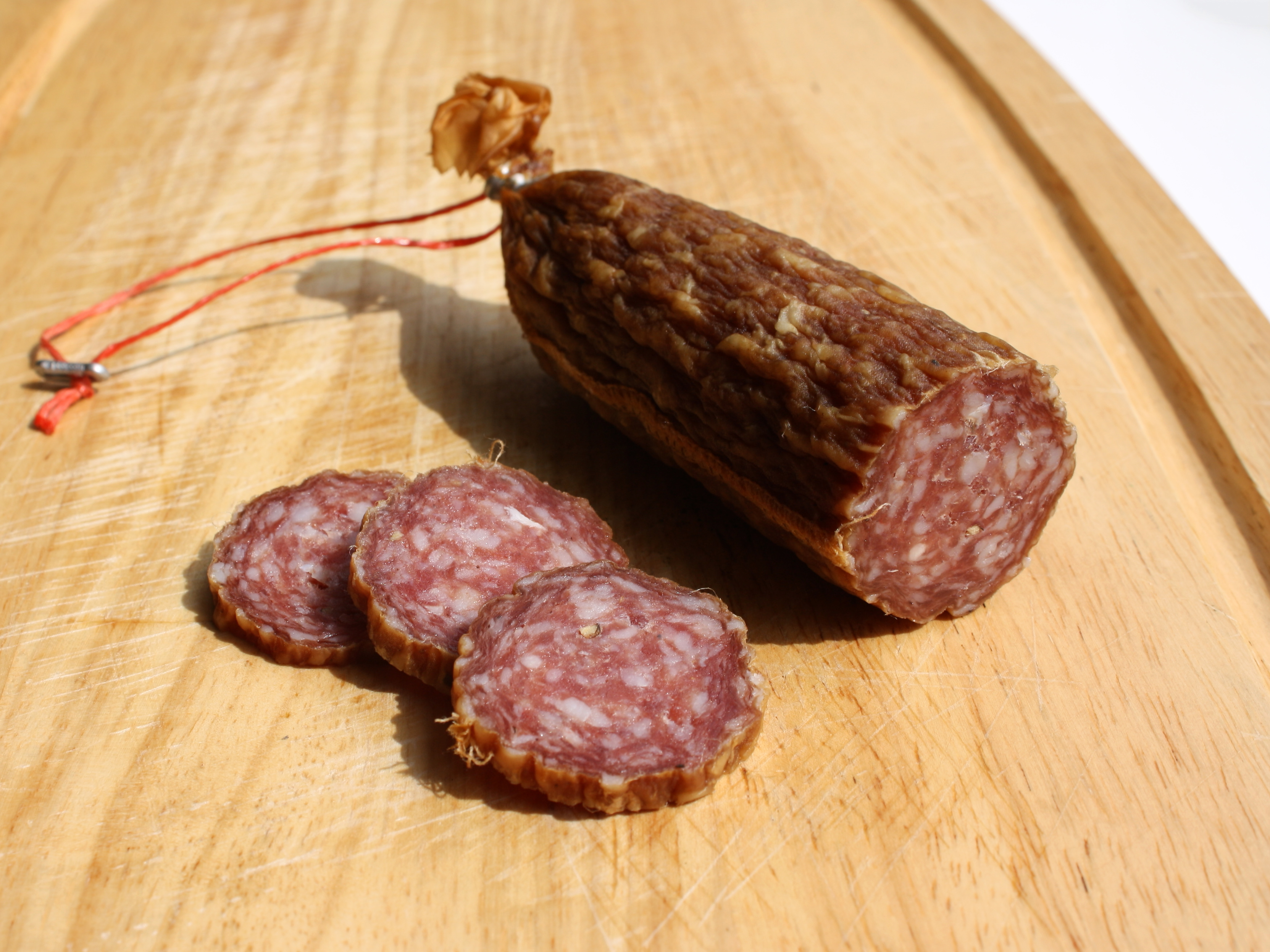
アーレ・ヴルスト。ラインハルツヘーガー・シュトラッケは、このバリエーションである。

### グルメ
1587年にはすでにフェッカーハーゲンにビール醸造権が与えられていたことが記録されている。製鉄所の近くにある「フェルゼンケラー」は、教会広場に面したビール醸造所が所有する、ラインハルトの森の斜面に築かれた倉庫であり、現存しているものの、現在は使用されていない。1897年から行使されていなかったフェッカーハーゲン黒ビールの醸造権は、1997年から復興され、1998年にドルトムントの品評会で1位を獲得した。
名物料理には「ラインハルツヘーガー・シュトラッケ」がある。これは天然の腸で作ったメットヴルスト（豚肉のソーセージ）を数ヶ月かけて自然乾燥させたものである。これはヘッセン北部で広く食されている「アーレ・ヴルスト」の真っ直ぐで、厚い変種である。

## 経済と社会資本
現在のラインハルツハーゲンの町域における経済発展と、これに伴う社会資本整備、さらには初めはゆっくりと、第二次世界大戦後には急速におこった人口増加は、ヴェーザー川の通商路によって、このかつての田舎町にもたらされた。製鉄所、褐炭採掘、染色工場、タバコ工場、木工業が18世紀末から20世紀初めの発展の大部分を支えていた。ヴァーケとフェッカーハーゲンは1911年には水道、1919年には電話線が整備された。これは2つの小さな集落にしては極めて異例なことであった。しかし、天然ガスが供給されるようになったのは1990年代の末になってからであった。

### 交通
地質学的な事情から、19世紀末になるまでこの谷に孤立して並んで位置する集落に交通は整備されなかった。1342年にヴェーザー川を渡る歩行者専用フェリー、1866年に自動車用のフェリーがフェッカーハーゲンに設けられたが、これは集落間の往来において重要と言うだけであった。整備されていない道路と曳舟道がヴェーザー川沿いに下流のギーゼルヴェルダー（オーバーヴェーザー）に通じていた。ヴェーザー川上流側のミュンデンへは曳舟道があるだけで、1700年頃にラインハルツハーゲンを経由してインメンハウゼンへ通じる森の径「インメンホイザー・アルテ・アイセンシュタイン・ヴェク」が設けられた。初めての整備された道は1791年にヘーメルバッハ川の谷を通ってザーバブルク - カッセルの通りに通じる森の道でオークの並木道として整備された（現在のカッセラー通り）。鉄道は、谷には狭隘な場所が多くあるため避けられた。ただ、ヴェーザー川の水路が、早くも中世からミュンデンとブレーメンを結んでいた。
連邦アウトバーンA7号線のヘーデミュンデン/ヴェラタール・インターチェンジは、ラインハルツハーゲンから 19 km 離れており、ヴェーザー川 - ヴェラ川沿いに走る連邦道B80号線を経由してアクセスできる。南方向へは、20 km 離れた距離にハン・ミュンデン/ルターベルク・インターチェンジがある。
ヴェーザー川沿いを走る連邦道B80号線は1892年に建設された。この道路のために、所々で川沿いにまで迫った山が開削され、切り出された岩塊は盛り土に利用された。このヴェーザー通りの建設後、山の斜面はそれ以前に比べて明らかに急峻になり、1980年代末までは、交通障害を引き起こす土砂崩れがたびたび起こった。1981年から1982年の冬にB80号線はラインハルツハーゲンの南北で同時に土砂に埋もれた。フェリーもヴェーザー川の洪水によって運休せざるを得ず、最後まで繋がっていたラインハルトの森を越える道も大雪のために通行不能となった。このためラインハルツハーゲンは数日間、交通不能に陥った。1987年のハン・ミュンデンとラインハルツハーゲンとの間で起こった土砂崩れでは、ゴッツトロイ（オーバーヴェーザー）からの木材運搬車がヴェーザー川へ押し流された。この貨物運搬車の運転手はこの事故で亡くなった。このため、B80号線は1990年まで封鎖された。急斜面をコンクリートアンカーで固定し、鋼鉄製のネットで覆い、樹木を刈り取ることで土砂崩れを克服した。
B80号線の通行は洪水によって妨げられないように、集落内のルートはかつての洪水の水位よりもはるか上に設けられている。これよりも危険なのは、フェッカーハーゲンとヴァーケの間に位置する新興住宅地を通る低い部分での地下水位の上昇と関連した洪水である。ここでの河川の水位上昇は、心配ない。ラインハルツハーゲンを通って流れるアーレ川やヘーメルバッハ川も巧みな河川改修のおかげで、今まで洪水を起こしたことはない。

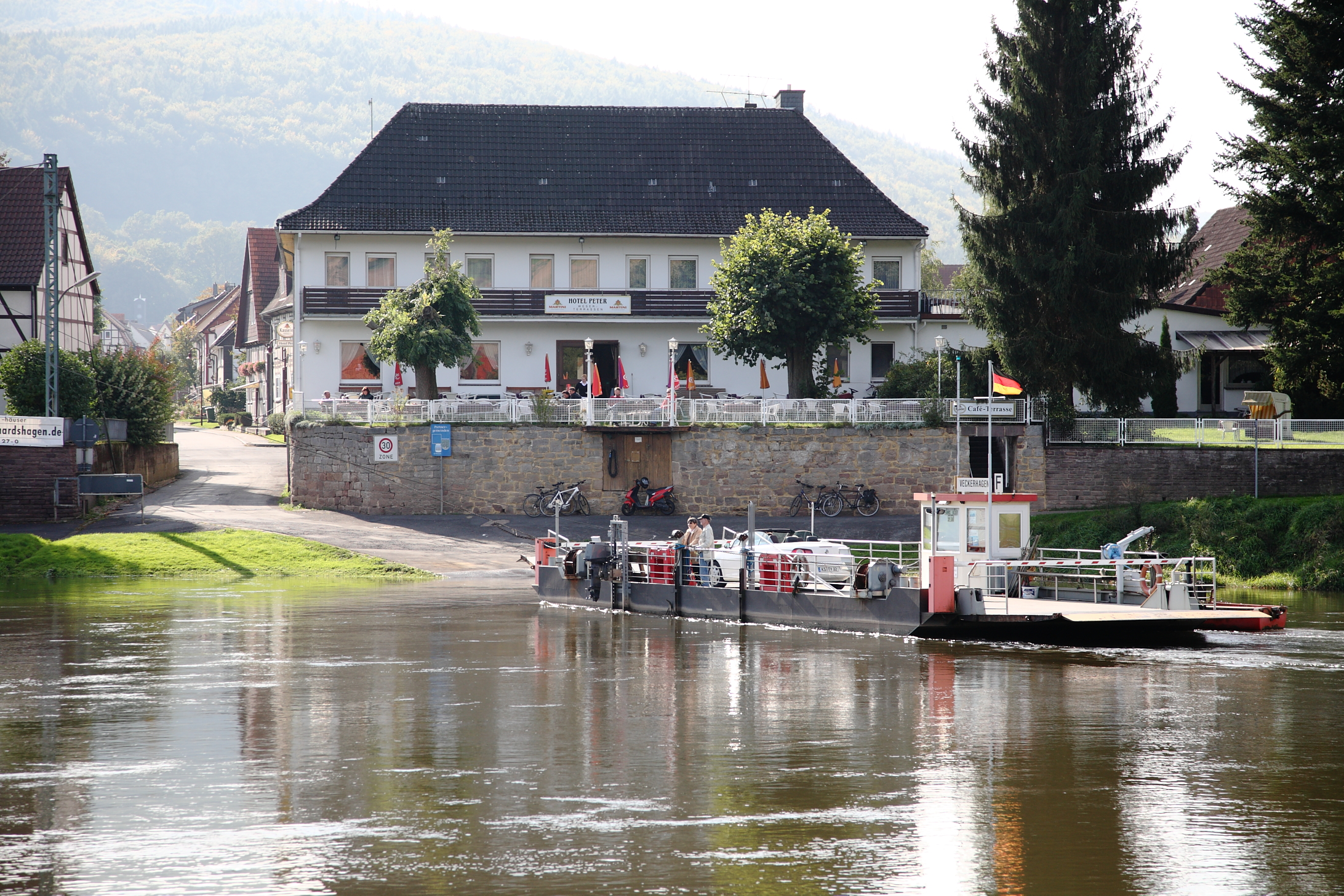
フェッカーハーゲンのフェリー

現在、2000年に就役したフェリーが、終日ヘーメルンとの間で運行しており、そこからドランスフェルトを経由してゲッティンゲンへ行くことができる。このフェリーは、環境に優しいモーターを使わないギアザイル式フェリーで、乗用車8台までを運ぶことができる。渡河の所要時間は4分である。総重量 16 t 以上の乗り物は、このフェリーでは運ぶことができない。1967年3月31日、当時はこの制限がなく、今よりも小さなフェリーが使われていたのだが、生コンクリートを積載したトラックミキサがフェリーを傾けた。トラックミキサはヴェーザー川の脇に横転し、フェリーは沈没した。この事故により、ドイツすべての小フェリーでトラックミキサの積載が禁止された。1937年にはすでに、水深 3.52 m のところで木材を積載した馬車がフェリーから転落する事故が起きた。その原因は騒いだ馬と、6 t のブナの木に安全鎖が断絶したためとされた。馬と積み荷は回収されなかった。
連邦道B80号線沿いに、ハン・ミュンデンからバート・カールスハーフェンに至る自転車道が2001年に整備された。これはハン・ミュンデンからブレーマーハーフェンまでのヴェーザー自転車道の一部であり、この区間はヴェーザー川の両側を通っている。
ラインハルツハーゲンの最寄りの駅は、ハン・ミュンデンにある (10 km)。ここからは1時間ごとにカッセル中央駅、ゲッティンゲン、エアフルト行きの列車が発着する。カッセル・レギオトラムが将来的にはハン・ミュンデンまで延伸される予定である。
ラインハルツハーゲンからの公共交通機関では、B80号線を通ってハン・ミュンデン（バス）や、ラインハルツヴァルト通りを利用してホーフガイスマー（ここでカッセル行きのレギオトラムに接続する）へ直接行くことができる。ベーダーバスが毎日、バート・カールスハーフェンまで運行している。
ラインハルトの森からの多くの遊歩道がラインハルツハーゲンを経由している。この遊歩道を使うと、たとえばガーレンベルクへは1時間、ハン・ミュンデンを見下ろすティリー砦へは3時間、ザーバブルク城へは4時間の行程である。歴史的に重要なのがフェッカーハーゲンからゲーレンベルクの旧褐炭採掘場まで急斜面を最短コースで登るベルクマンプファートである。坑夫らは、毎日この難儀な道を通って仕事に向かったのである。ヴェーザータール広域遊歩道もラインハルツハーゲンを通っている。
ラインハルツハーゲンから約 24 km の場所にカッセル＝カルデン空港がある。この空港は近々地域空港に拡張されることになっている。最寄りの、営業している地域空港はパーダーボルンにある。

### 教育
ラインハルツハーゲンのルーカス＝ロシウス・シューレは1970年10月17日に中央の学校として開設された。これにより古い村の学校は不要となり、ヴァーケの学校は再利用され、フェッカーハーゲンの学校は取り壊された。この新しい、元々は総合学校として企画された基礎課程・本課程学校（1年生から9年生まで）はヴァーケとフェッカーハーゲンの中間に位置している。本来の学科科目に加えて、ビオトープ学習が組み込まれている。これは住宅地と農地との間の自然豊かな移行地域やラインハルトの森の広大な森林地域の自然環境により成立する授業である。

### 教会組織
住民の約 80 % がプロテスタント、15 % がカトリック、5 % がその他の宗派である。ヴァーケとフェッカーハーゲン両地区で1つの教会組織があり、それぞれの地区にある古い教会で日曜日毎に交互に祭事が行われている。福音派自由教会（バプテスト）は150年以上の伝統を持ち、フェッカーハーゲンに独自の教会堂を有している。ローマ・カトリックの小さな教会組織ザンクト・ヴィークベルトは第二次世界大戦後におもに故郷から追放された人々によって形成された。この教会組織は、1958年にフェッカーハーゲンに新しい教会堂を獲得し、1973年にこれを新築した。この建物は、1958年以前はプロテスタントの祭事に使われていたものである。

### サークル、協会
この比較的小さなラインハルツハーゲンには、8つのスポーツクラブ、4つの文化クラブ、8つの救援組織があり、ドイツ労働組合連盟、連邦軍予備兵親交会、鳥類保護連盟、スポーツフィッシング連盟、伝書鳩飼育連盟のそれぞれの支部グループもある。
かつては別々の2つの消防団は、1924年（ヴァーケ）と1926年（フェッカーハーゲン）にそれぞれ職業消防隊を組織し、1980年にヴァーケとフェッカーハーゲンとの中間に新しい消防署を建設した。リリエンタール模型工作グループは1968年から町の北外れに模型飛行機の飛行場を運営している。1972年に第1回模型飛行機の日を開催し、それ以後毎年この催しを行っている。

### 産業
ラインハルツハーゲンは多くの小さな産業地区を有しており、製材所、運輸・バス会社、建設業者、リサイクル業者、スーパーマーケット、その他のサービス業者がある。かつて4軒あったガソリンスタンドは、現在1軒だけがヴァーケ地区に残っており、自動車工場も1軒だけある。2軒の薬局と8軒の診療所が医療を提供している。フェッカーハーゲンには老人福祉施設がある。ドイツ連邦郵便が1990年代にフェッカーハーゲンとヴァーケの郵便局を廃止してしばらくは、各地区で民間のサービス機関が運営されていた。2007年以降は、DHLの下請け会社がフェッカーハーゲンで営業しているだけである。カッセル銀行e.G. とカッセル貯蓄銀行はそれぞれ支店をフェッカーハーゲンに構えている。2つの地区の間に北西ドイツ林業試験所の試験場がある。

#### 染色会社
林業と並んで、この町の最大の雇用主は染色会社のハービヒス・ゼーネである。この会社は1810年に城を買収してカッセルからフェッカーハーゲンに移転してきた。城館の周囲に徐々に工場や倉庫を建てていった。1834年に褐炭の炭坑を買収し、1865年から生産したファルプコール（彩色炭、染料の原料となる）はカッセラー・ブラウンとして世界中に輸出され、この企業の拡大に寄与した。その後、製品の品種は、天然染料、クロム・亜鉛染料、リトールロートをはじめとするラッカー（1910年から）、印刷インクや壁紙染料（1921年 - 1973年）に拡大していった。現在この会社は、合成樹脂の彩色に用いられる乾燥顔料の生産に特化している（1955年から）。

#### 褐炭採掘
ラインハルトの森でシュタウフェンベルク（海抜 472.2 m）に次いで2番目に高く、両地区から直線距離で平均 5 km 離れ、なおかつこの町の町域に属す標高 472.1 m のガーレンベルクでは、証明される限りでは1575年から鉱業が営まれており、1842年から1970年までは褐炭が露天掘りで採掘されていた。この他にここでは、古くから染料となるシュミーアコールや礬土が採取されていた。炭の一部はラインハルツハーゲン以外の住民にも家庭用燃料として用いられた。

#### 木工業、農林業
ラインハルツハーゲンの木材加工業は1882年から創業された。初めは大工業として登記されていたが、1920年から何段階もの工程を効率よく処理する製材所が設立された。この工場は当時としては近代的な機会を数多く備えていた。この製材所は、1936年に、カッセルとハノーファーとを結ぶアウトバーンA7号線のヴェラタール橋を建設する資材を納入している。
この頃には他にもいくつかの製材所が設立された。その中に、1910年のヴァーケの樽製造業者や1925年のフェッカーハーゲンの箱製造業者があった。両業者の製品はヴェーザー川の船でブレーメンに運ばれた。製造工程で出る大量のオガクズは、ブリケット（練炭の一種）製造工場での生産に不可欠であった。その製品は魚、肉、ソーセージの燻製に用いられた。ファールーク王はこの木材ブリケットを購入し、クローブとともに用いられて、エジプトの宮殿によい香りを拡げていた。
第二次世界大戦後、箱製造業者はシュレーバー菜園の園亭製造に転向し、ベルリンで多くの顧客を獲得した。数年後にこの会社はヨーロッパのパレット企業連盟のパレット標準化（ユーロパレット）に参加し、ルドルフ・フォン・ベニヒセンの息子とともに南ヘッセンのニーダー＝ローデンでそのパレット製造を行った。
これらはすべて過去のことである。現在、ラインハルツハーゲンには大規模な木材加工業者が1軒あり、角材や厚板を切ったり、高圧蒸気を用いた木材加工を行っている。
1980年代末までに農業（乳牛飼育、羊の放牧）は完全に背景に退いたが、林業は現在でも重要性を保っている。2003年以降ラインハルツハーゲンのヘッセン営林署ガーレンベルクは約 13,000 ha の森林を管理しており、これにより管理区域の広さではヘッセン州でトップの座を占めている。森林の 99.5 % がヘッセン州が所有する州有林で、0.5 % が町や個人の所有林である。森林は、10の山林監視区域に分割される。このため、フェッカーハーゲンにもヴァーケにも山林監視事務所がある。
ラインハルツハーゲン営林署管区には、営林管理、森林研究、森林エコロジーための州立機関の研究林がある。ここで行われている研究は主に森林育成に関するものである。
ラインハルツハーゲンの森林区域にある樹木の 17 % がオーク、39 % がブナ、37 % がトウヒ、7 % がマツとカラマツである。年間木材伐採量は約 58,000 フェストメートル（木材の相互間隙を含まない実体積で1m3）である。

#### フリートヴァルト
2001年に、ラインハルツハーゲン営林署管内にドイツ初の森の自然葬墓地が開所した。この「フリートヴァルト・ラインハルツヴァルト」は故人を収めた壷を樹木の根元に埋めるものである。フェッカーハーゲンとザーバブルクの間にあるこの 116 ha の墓地は、ほとんどそれとは分からない。それは墓地の世話はなされず、自然に干渉しないというコンセプトのためである。

#### 水車
アムト・ザーバブルクの1587年の土地台帳にはすでに、フェッカーハーゲンに6基の水車が記録されている。これらはヘーメルバッハ川か、あるいは製鉄所の上でこの河から分岐するミュールバッハ川のどちらかで稼働していたものである。17世紀から18世紀にはヴァーケとフェッカーハーゲンでさらに水車が造られた。穀物粉、粗挽き粉、ふすまといった主力産品生産用の他、研磨用水車、破砕用水車、鋸引き用水車および染色水車もあった。現存する唯一の水車は、フェッカーハーゲンからカッセルへ向かう州道沿いのヘーメルミューレで、集落から西に 500 m の場所にある。この水車は1786年から文献に記録されている。1年後にクリストフ・ルートヴィヒ・ランペがこの水車を引き取り、現在もその子孫がこれを保有している。

### DVB-T 受信
2006年5月28日にラインハルツハーゲンでのアナログテレビ放送サービスが終了し、その翌日から地上デジタルテレビ放送 (DVB-T) がこの地域に発信された。ラインハルツハーゲンはゲッティンゲンとホーアー・マイスナー送信所の担当地域である。しかし、その受信は完全に町内全域をカバーしていない。ヴァーケ全域とフェッカーハーゲンの北部の一部では受信障害が起きている。

### 余暇と観光業

#### 観光業
もう一つの経済上の軸足が観光業であるが、これは1989年のドイツ再統一後ひどく衰退した。ハルツ山地やヴェーザーベルクラントといったベルリンから比較的すぐに行ける地に、それまで訪れていた西ベルリンからの夏期休暇客を奪われたのである。かつては少なからぬベルリン市民がラインハルツハーゲンに土地を購入し、老後はこの町に住んでいた。
町内の宿泊数の推移を示す。数値は延べ宿泊数である。
- 1957年 - 約 45,250泊
- 1962年 - 約 57,750泊
- 1967年 - 約 74,590泊
- 1972年 - 約 83,400泊
- 1978年 - 約 84,460泊
- 1982年 - 約 59,930泊
- 1987年 - 約 45,100泊
- 1992年 - > 25,000泊
- 2005年 - 約5,596泊[10]

#### 飲食・旅館業
ラインハルツハーゲンの飲食業は長い伝統を有している。1750年、ヴァーケに2軒の飲食店（または旅館）が記録されている。「ヘルシャフトリッヒェ・クルーク」（後に「ツーム・ヴァイセン・ロース」、さらにその後は「ウーデ」と称した）と「ブラウアー・クルーク」（後に「ツーア・ヴェーザー」、さらにその後は「ラインハルツヴァルト」と称した）である。フェッカーハーゲンではその特権に基づいて製鉄所でビールが醸造され、供されていた。1720年に集落の中心部にあったビール醸造所（現在の「ヒストリシェス醸造所」の所有者は、製鉄所に敵対するものとの誤解を受け、大変な被害を被った。1746年のフェッカーハーゲンの土地台帳には2人の飲食店店主、ビール醸造職人、6人のブラントヴァイン（蒸留酒）の蒸留職人が記録されている。
現在、20軒以上の飲食店・旅館（ホテル、ペンション、ゲストハウス、レストラン）が、数多くの客室と国際的料理や郷土料理を提供している。

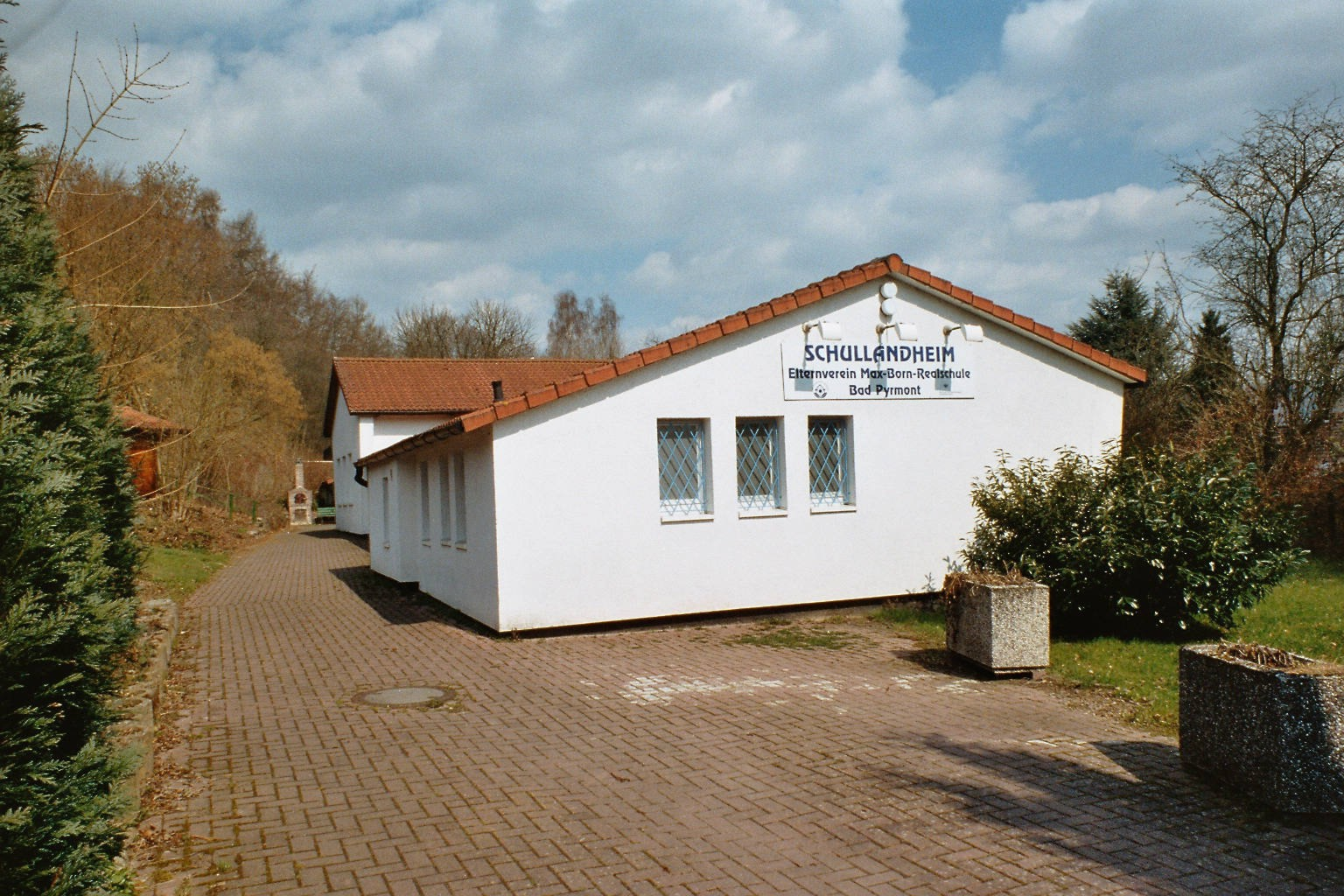
フェッカーハーゲンの林間学校用宿泊施設

3 km ヴェーザー川下流にユースホステル・フェッカーハーゲンがあった。これは1956年に郡長（当時はホーフガイスマー郡）のシュタンブレンナーの提案に基づいて造られたものであったが、1980年代末に営業を停止し、その後アジールとして使われたが、現在は空き家である。最寄りのユースホステルは、ハン・ミュンデン (8 km)、ヘルマースハウゼン (28 km)、ゲッティンゲン (30 km)、バート・カールスハーフェン (31 km) にある。
フェッカーハーゲンには、ラインハルトの森の端に1950年代から林間学校用宿泊施設があり、1972年まで旧ディーブルク郡が所有しており、その後はバート・ピルモントの学校経営者協会が所有していた。現在この施設は同市のマックス・ボルン実科学校の生徒父兄会が運営している。

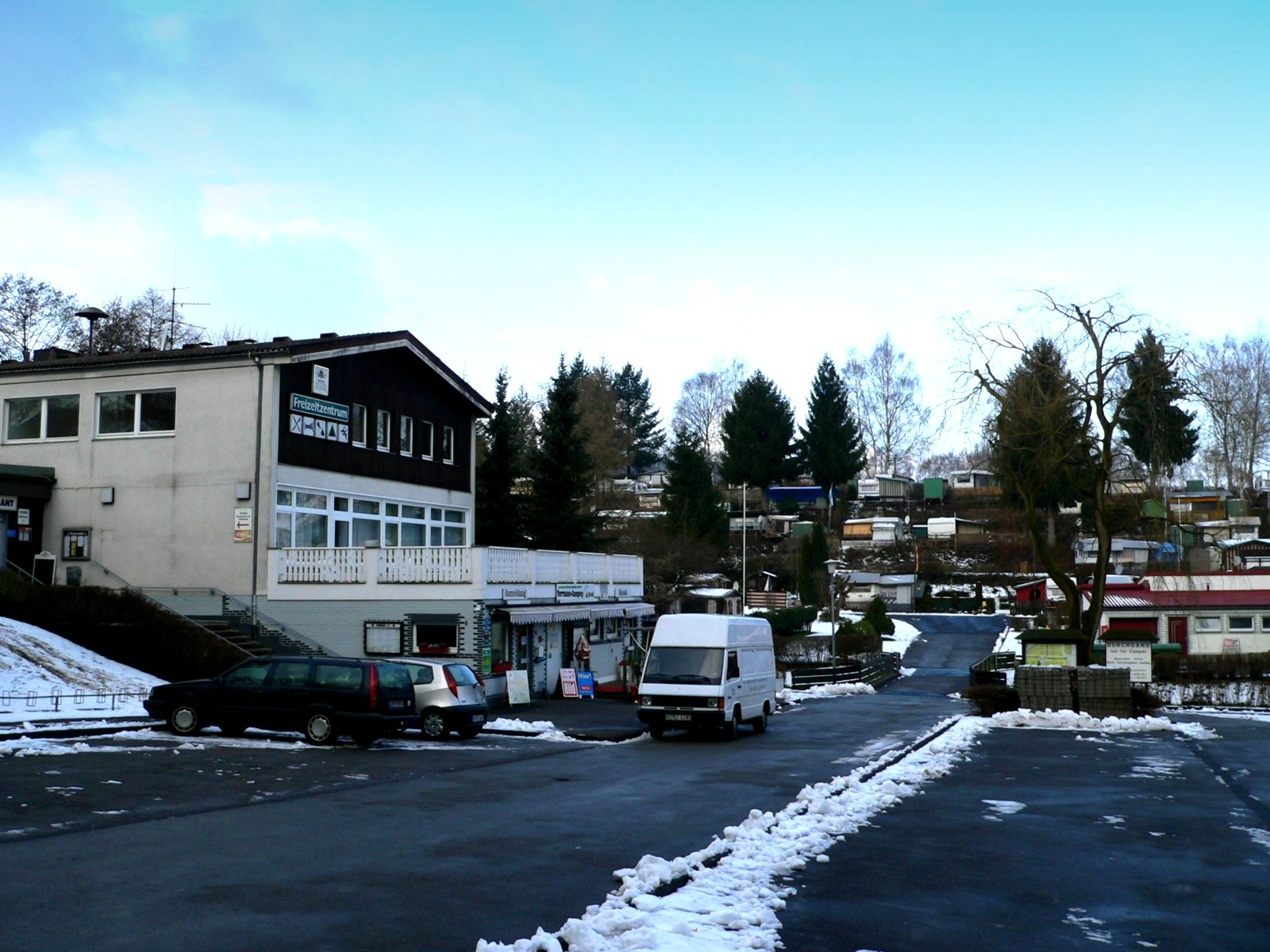
ヴァーケの屋内プールとキャンプ場

#### フライツァイトセンター
1960年代にフェッカーハーゲンには温水屋外プールが、ヴァーケには屋内プールが建設され、現在は天候および季節変化が調査されている。ヴァーケの屋内プールには独立したコテージを持つ町営のキャンプ場が編入された。コテージはフェッカーハーゲンの森の近くにもある。両地区にはキャンピングカーの停泊施設もある。屋内プール、キャンプ場、コテージ、食堂、ケーゲル場、キャンピングカー停泊施設を併せたヴァーケの施設は「フライツァイトセンター」（休暇センター）と称している。

## 人口

### ゆかりの人物
- ドニ・パパン（1647年 - 1712年）1706年頃、製鉄所で圧縮シリンダと吸い上げポンプを製作した。
- ロベルト・ヴィルヘルム・ブンゼン（1811年 - 1899年）製鉄所の高炉で物理学的・化学的研究を行った。

## 引用
1. ↑  Hessisches Statistisches Landesamt: Bevölkerung in Hessen am 31.12.2023 (Landkreise, kreisfreie Städte und Gemeinden, Einwohnerzahlen auf Grundlage des Zensus 2011)]
2. ↑  ドイツ気象庁
3. ↑  連邦環境局
4. ↑  ゲッティンゲン州立文書館
5. ↑  2,500 Companies - Slave Labour in the Nazi Camp System (PDF) 英語
6. ↑  Hessisches Statistisches Landesamt （2011年3月27日の選挙結果）
7. ↑  HSL ヘッセン州の自治体人口
8. ↑  kommunalflaggen.de (Reinhardshagen)
9. ↑  DVB-T: Das ÜberallFernsehen
10. ↑  ラインハルツハーゲン財務局